# Maria Kwaśniewska
Maria Jadwiga Kwaśniewska-Maleszewska (Łódź, 15 agosto 1913 – Varsavia, 17 ottobre 2007) è stata una giavellottista e pesista polacca.

## Biografia
Era la moglie di Władysław Maleszewski. Nel 1936 prese parte ai Giochi olimpici di Berlino conquistando la medaglia di bronzo nel giavellotto con la misura di 41,80 m.
Durante la seconda guerra mondiale fu attiva nel movimento antifascista e prestò aiuto ai senzatetto ebrei e polacchi.
Nel 1946 partecipò ai campionati europei di atletica leggera piazzandosi sesta nel lancio del giavellotto e settima nel getto del peso.

## Palmarès
| Anno | Manifestazione  | Sede    | Evento                 | Risultato | Prestazione | Note |
| ---- | --------------- | ------- | ---------------------- | --------- | ----------- | ---- |
| 1936 | Giochi olimpici | Berlino | Lancio del giavellotto | Bronzo    | 41,80 m     |      |
| 1946 | Europei         | Oslo    | Lancio del giavellotto | 6ª        | 38,57 m     |      |
| 1946 | Europei         | Oslo    | Getto del peso         | 7ª        | 11,06 m     |      |